# ノーパンしゃぶしゃぶ
ノーパンしゃぶしゃぶとは、エンターテインメント・レストランの一種で、スカートの下がノーパンの女性店員が接客するしゃぶしゃぶ料理店、もしくは風俗店である。
店内は座敷・掘りごたつで、お酒のボトルが高い所に置いてあり、お酒の注文が入ると店員が立ち上がるので、スカートの中を覗ける仕組みになっている。 類似するサービスを提供するものとして、ノーパン喫茶がある。

## 大蔵省接待汚職事件
東京都新宿区歌舞伎町の高級ノーパンしゃぶしゃぶ店「楼蘭」が、大蔵省接待汚職事件で大蔵官僚接待の舞台の一つとなっていたことが、1998年（平成10年）に発覚して問題とされた。exciteによれば、当時のノーパンしゃぶしゃぶは飲食店という扱いであり、風俗店とは異なり「飲食費として領収書を落とせる」ことにより、国家公務員の接待に利用されていた。
朝日新聞出版『週刊朝日』によれば、この事件で話題となった店舗は、新宿区歌舞伎町にあった会員制の店舗であり、コース料金は2時間で消費税込み1万9,980円と言うもので、フォアグラや松阪牛などが提供されていた。また従業員の証言によれば、接待する側は冷めていたが、接待される側は「一心不乱に見ていた」という。
また、講談社『週刊現代』2016年12月17日号掲載「風俗界の大発明『ノーパン喫茶』は、こうして男たちをトリコにした」で、みうらじゅんは「ノーパン喫茶は若年層に人気があったが、ノーパンしゃぶしゃぶはオッサンに人気があった」と述懐している。